# Amastus elius
Amastus elius là một loài bướm đêm thuộc phân họ Arctiinae, họ Erebidae.